# لوكهيد موديل 14 سوبر الكترا
لوكهيد الكترا موديل 14 سوبر  (بالإنجليزية: Lockheed Model 14 Super Electra)‏ هي طائرة ركاب ونقل أحادية السطح، وبمحركين. أنتجت في الولايات المتحدة. من صناعة شركة لوكهيد. كانت تستخدم بشكل أساسي من قبل شركة طيران. كان أول طيران لها في 29 يوليو 1937. دخلت الخدمة في 1937، صنع منها 354 طائرة.